# Niszczyciele typu Beograd
Niszczyciele typu Beograd zostały zbudowane dla Jugosłowiańskiej Królewskiej Marynarki Wojennej pod koniec lat 30. XX w. Pierwszą z zaprojektowanych we francuskiej firmie „Ateliers et Chantiers de la Loire” jednostek zbudowano w Nantes, zaś dwie pozostałe w Jugosławii. Uzbrojenie dostarczyły czeskie zakłady Škoda, zaś większość mechanizmów i maszyn Yarrow Shipbuilders.
Należący do tego typu niszczyciel „Lublana” został 17 kwietnia 1941 przejęty przez Włochów w suchym doku, „Zagreb”, by uniknąć tego losu, został w Kotorze wysadzony przez własną załogę, zaś ostatni z okrętów, „Beograd”, poważnie uszkodzony podczas bombardowania na morzu, zdołał dotrzeć do macierzystego portu w Kotorze, gdzie również został przejęty.
W składzie Regia Marina okręty przemianowano – „Lublanę” na „Lubiana”, zaś „Beograd” na „Sebenico”, tworząc typ niszczycieli Sebenico. Oba okręty w składzie włoskiej marynarki wojennej zajmowały się eskortowaniem konwojów do Afryki Północnej. „Lubiana” została zatopiona 1 kwietnia 1943 r. w zatoce Tunisu, „Sebenico” natomiast po kapitulacji Włoch we wrześniu 1943, został przejęty przez Niemców i służył jako TA 43 w Kriegsmarine w północnej części Adriatyku. Uszkodzony przez jugosłowiańską artylerię w kwietniu 1945, został zatopiony przez własną załogę 1 maja 1945 w Trieście.

## Okręty tego typu
| Okręt   | Stocznia                                  | Wodowanie       | Wcielenie do służby | Los |
| ------- | ----------------------------------------- | --------------- | ------------------- | --- |
| Beograd | Ateliers et Chantiers de la Loire, Nantes | 23 grudnia 1937 | 28 kwietnia 1939    | Przejęty przez Włochów 17 kwietnia 1941 r., zmiana nazwy na "Sebenico" Przejęty przez Niemców w 1943 r., samozatopiony 1 maja 1945 r. |
| Lublana | Yarrow, Krajievica                        | 28 czerwca 1938 | grudzień 1939       | Przejęty przez Włochów 17 kwietnia 1941 r., zatopiony 1 kwietnia 1943 r.                                                              |
| Zagreb  | Ateliers et Chantiers de la Loire, Split  | 30 marca 1938   | kwiecień 1939       | samozatopiony 17 kwietnia 1941 |